# Кістковий клей
Кістковий клей — клей тваринного походження, який створюється шляхом тривалого кип'ятіння кісток тварин. Це столярний клей.
Склад: 48 % клею, 1,5 % гліцерину, 0,5 % бури, 50 % води. Продається у вигляді плиток або гранул.

## Приготування клею для роботи
Гранули потрібно замочити. Їх витримують у воді біля 2-х годин, а роздроблену плитку — 6–10 годин.
Клей варять на водяній парі при температурі 60–70оС, постійно помішуючи до отримання однорідної маси, яка за консистенцією нагадує сметану. Після того, як клей розпуститься, в нього додають добавки:
1,5 % гліцерину покращить пружність клеєвої плівки;
2 % бури або 0,5 % фенолу вбереже клей від псування.
Для підтримання клей постійно підігрівають на водяній парі.